# Govert Goudglans
Govert Goudglans (Engels: Flintheart Glomgold) is een antropomorfe eend uit de stripverhalen en tekenfilms van Disney rond Duckstad. Hij is bedacht door Carl Barks en verscheen voor het eerst in The Second-Richest Duck, een verhaal uit 1956.

## Achtergronden
Goudglans is op Dagobert Duck na de rijkste eend ter wereld en daarom diens gezworen vijand. Waar Dagobert zijn geld op een eerlijke manier verdient, probeert Govert het via de oneerlijke weg. Hij is tot alles bereid om geld te verdienen, zelfs al moet hij zijn rivalen in gevaarlijke situaties brengen. Hij probeert Dagobert Duck hiervoor vaak af te luisteren om te horen wat voor plannen hij maakt om geld te verdienen om zo bijvoorbeeld een soortgelijk bedrijf te beginnen. Ook schakelt hij wel eens de hulp in van professoren die dan bijzondere uitvindingen voor hem doen waarmee hij geld kan verdienen. Het doel van al deze plannen is ervoor te zorgen dat Dagobert zijn bedrijf moet sluiten, zodat hij de rijkste eend ter wereld wordt. Hier steekt Dagobert dan altijd een stokje voor omdat hij deze titel niet kwijt wil raken. Govert en Dagobert houden vaak wedstrijden wie het rijkste of de grootste avonturier is. Dagobert wint deze wedstrijden normaal gesproken, maar door Goverts listen wordt het toch altijd kantje boord. 
Dagobert Duck en Govert Goudglans ontmoetten elkaar voor het eerst in de Afrikaanse provincie Transvaal, terwijl ze allebei op zoek zijn naar goud. Dit wordt echter pas onthuld in De schrik van Transvaal, een verhaal uit 1993 van Keno Don Rosa. Goudglans is in dit verhaal een trekboer. Hij blijkt verder een lafhartige verrader te zijn, die zich eerst vriendelijk opstelt naar Dagobert en hem dan berooft van al zijn bezittingen. Overigens lijken Dagobert en Goudglans elkaar in het eerste verhaal rondom Goudglans van Barks nog helemaal niet te kennen.

## Woonplaats
Govert heeft een geldpakhuis, net als Dagobert. Waar dat geldpakhuis staat is een twistpunt tussen verschillende tekenaars. Carl Barks liet Govert in Zuid-Afrika wonen en ook Keno Don Rosa situeerde het geldpakhuis van Goudglans in dit land, in de Limpopo-vallei van Valstraan (deze naam is een anagram van de voormalige Zuid-Afrikaanse provincie Transvaal). In de periode tussen Barks en Rosa heerste in Zuid-Afrika echter de apartheid. Daarom kozen veel tekenaars ervoor om de woonplaats van Govert toch maar in Duckstad te situeren.

## Verwarring met andere personage
De situering van Goudglans in Duckstad heeft geleid tot enige verwarring met nog een ander Duckstad-personage, John Rockerduck, de op twee na rijkste eend ter wereld. Verschillende vertalers hebben Goudglans en Rockerduck door elkaar gehaald.

## DuckTales
Ook in de tekenfilmserie DuckTales manifesteert Govert Goudglans zich als Dagobert Ducks grootste rivaal. De Amerikaanse stemacteur Hal Smith leende voor deze serie zijn stem aan Goudglans, in de reboot was dit Keith Ferguson. De Nederlandse stem van Goudglans werd in de eerste serie ingesproken door Peter Aryans en in de reboot door Stan Limburg.

## In andere talen
- Colombiaans: Titus Bondi
- Deens: Guld-Iver Flintesten
- Duits: Mac Moneysac
- Engels: Flintheart Glomgold
- Fins: Kulta-Into Pii
- Frans: Archibald Gripsou
- Grieks: Σκληρόκαρδος Χρυσοκούκης
- Hongaars: Kőszív Glomgold

- IJslands: Gull-Ívar Grjótharði
- Indonesisch: Gover Bebek
- Italiaans: Cuordipietra Famedoro
- Noors: Guldbrand Gråstein
- Pools: Granit Forsant
- Portugees: Mac Mônei
- Zweeds: Guld-Ivar Flinthjärta